# Pilastergevel

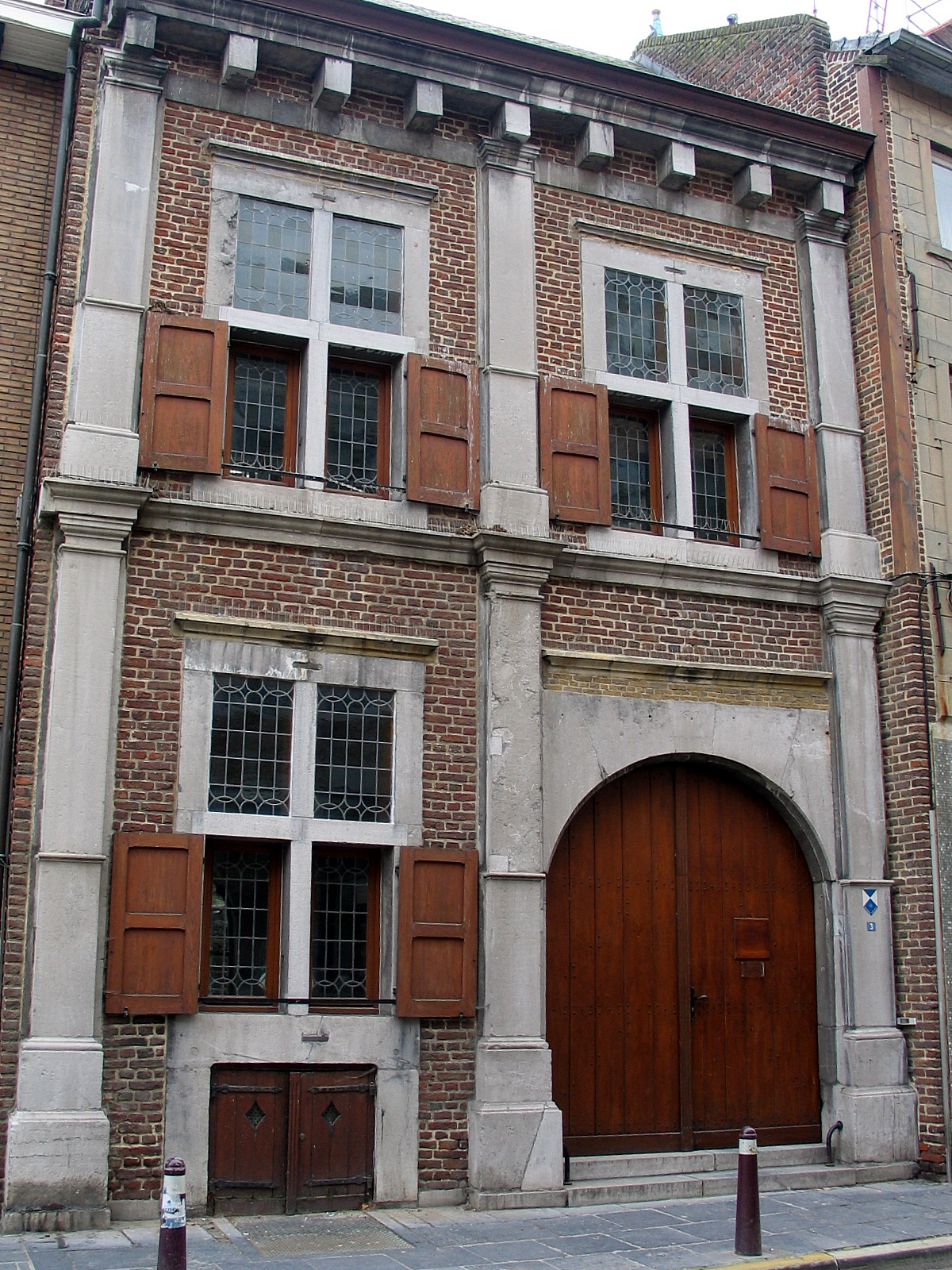
Koetshuis van het Groene Schildt in Maaseik

Een pilastergevel is een gevel versierd met pilasters.
In het Hollands classicisme wordt getracht het klassieke "ordenboek" na te leven, waarin de afmetingen, proporties en opeenvolging van de vijf bouwkunstorden (Toscaanse, Dorische, Ionische, Korinthische en composiet-orde) worden beschreven. Een belangrijke inspiratiebron daarbij vormen de voorbeelden van Palladio en Scamozzi in Noord-Italië. Het grote probleem is dat de smalle parcelering van het Amsterdamse woonhuis de strenge toepassing van het ordenboek ernstig bemoeilijkt.
Eind-18e eeuw keert de pilastergevel terug in de Lodewijk XVI-stijl. Ook in de 19e eeuw wordt de pilastergevel toegepast in het neoclassicisme. 

Voorbeelden
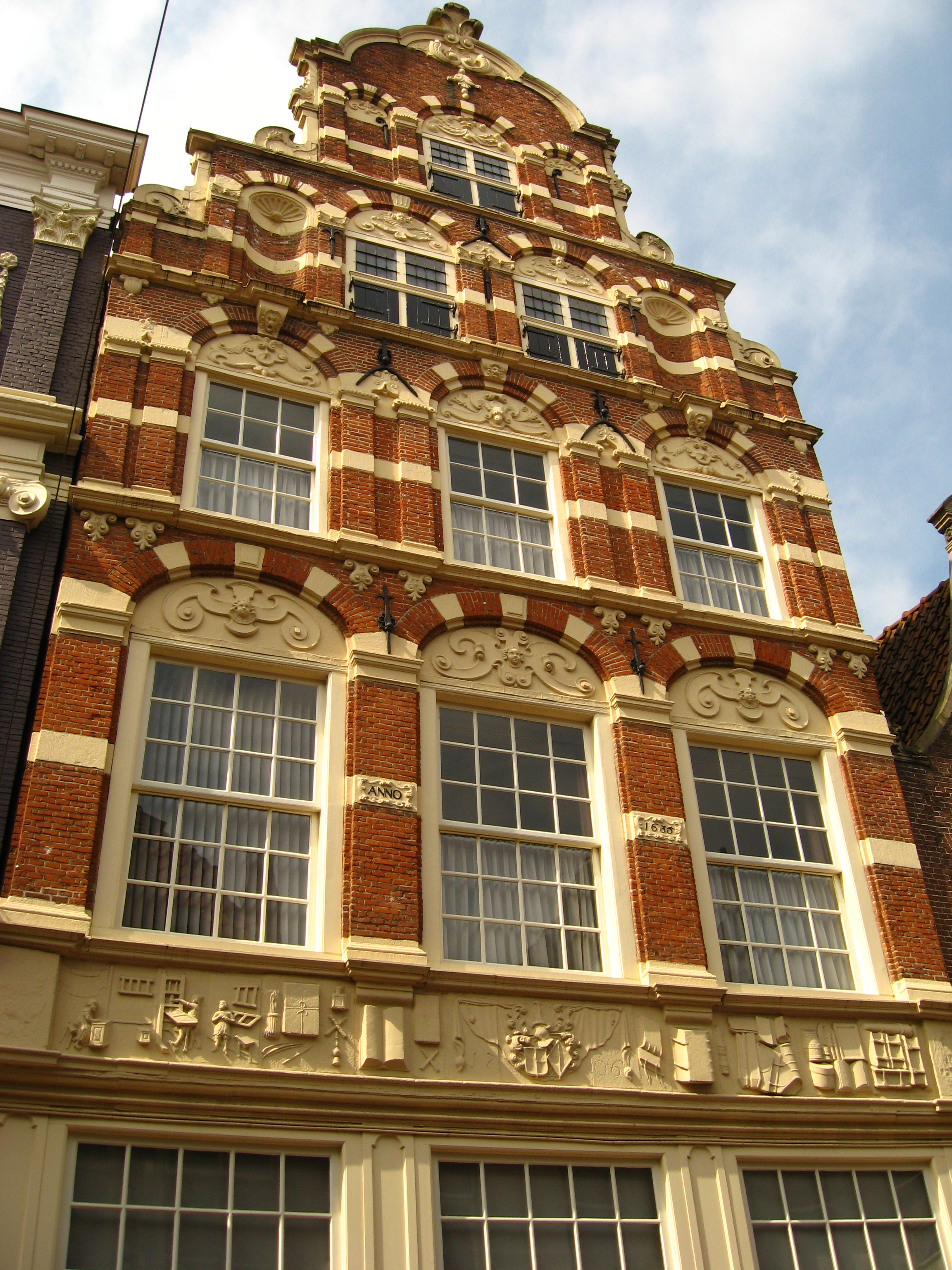
Sint Jacobsstraat 13 in Leeuwarden
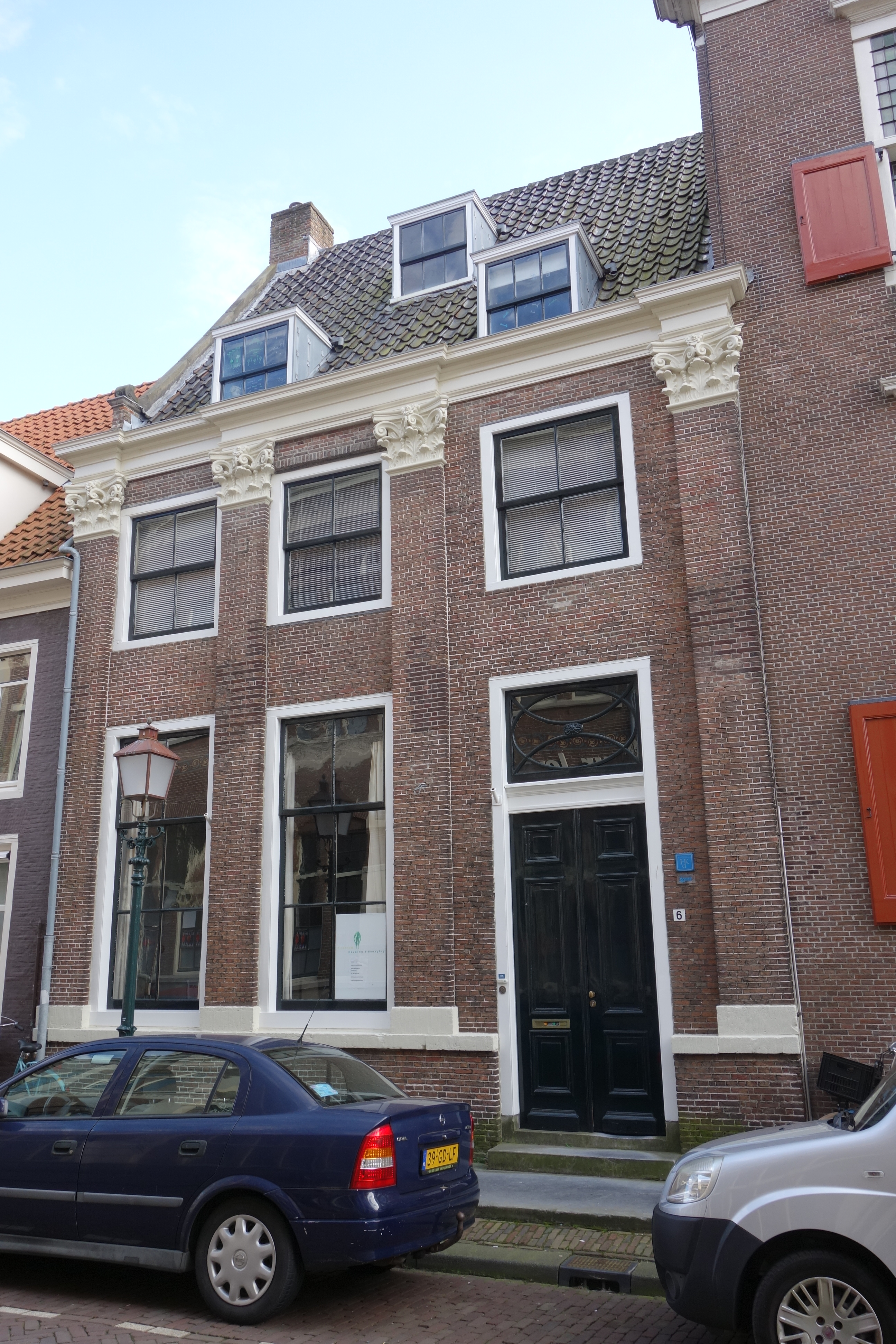
Muntstraat 6, Hoorn, behoort tot de kolossale orde
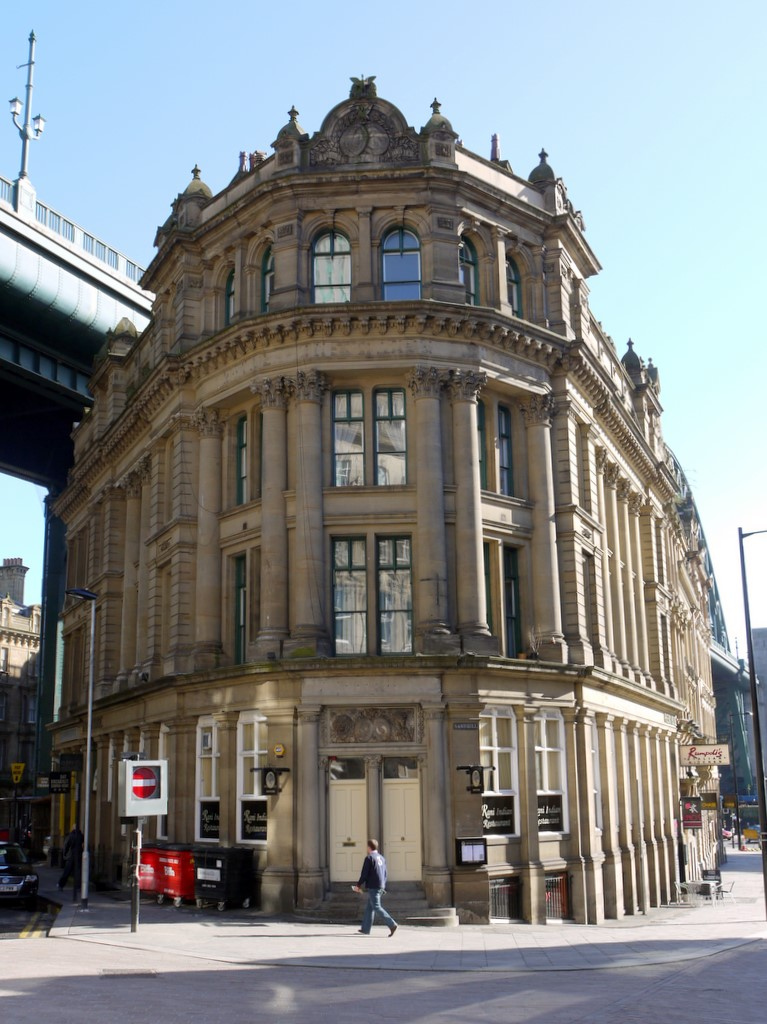
Phoenix House, Sandhill, Newcastle upon Tyne, behoort eveneens tot de kolossale orde.
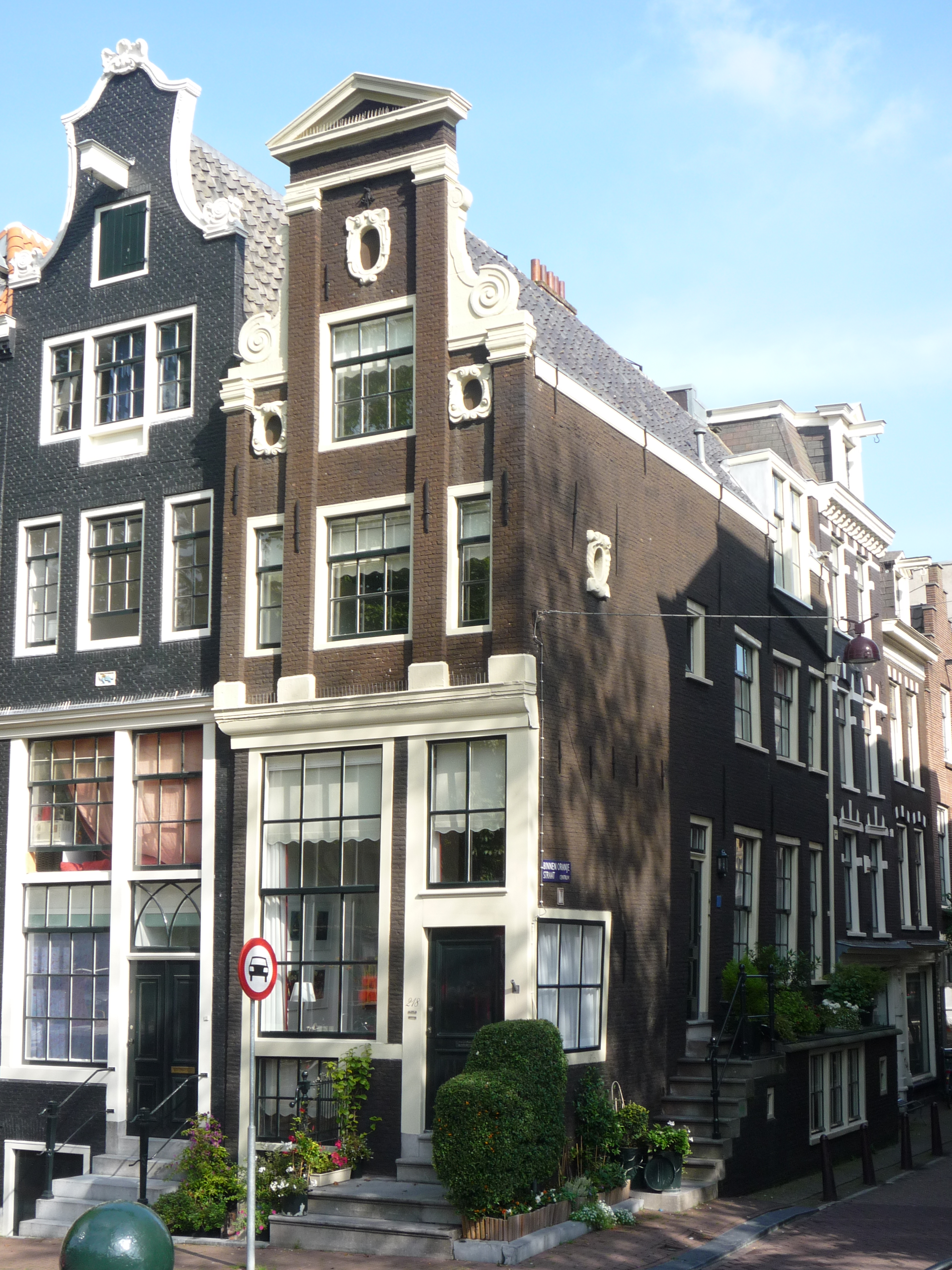
Pilaster-halsgevel aan de Brouwersgracht 218 in Amsterdam